# Calephelis wellingi
Calephelis wellingi är en fjärilsart som beskrevs av Mcalpine 1971. Calephelis wellingi ingår i släktet Calephelis och familjen Riodinidae. Inga underarter finns listade i Catalogue of Life.